# Bartholomäus Ziegenbalg

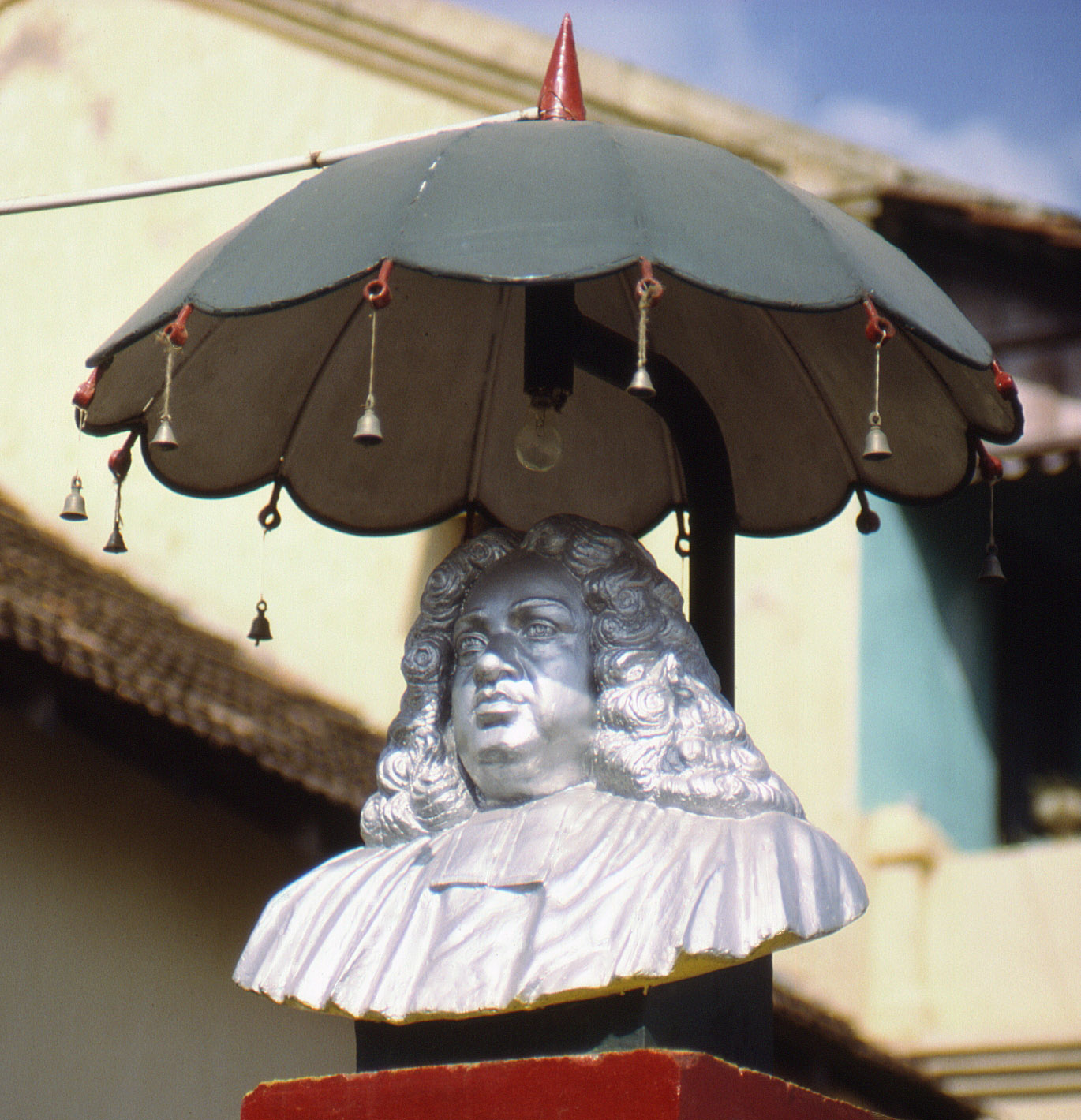
Popiersie Bartholomäusa Ziegenbalga w Tranguebarze

Bartholomäus Ziegenbalg (ur. 24 czerwca 1683 w Pulsnitz, zm. 23 lutego 1719 w Tranguebarze) – niemiecki duchowny luterański, pietysta, pierwszy protestancki misjonarz w Indiach.

## Życiorys
Bartholomäus Ziegenbalg wcześnie stracił rodziców – najpierw zmarła jego matka, a później, gdy chłopiec miał sześć lat, ojciec. Głęboka religijność rodziców zdążyła jednak wywrzeć na niego duży wpływ. Jego wychowaniem zajęła się znacznie starsza siostra. Uczęszczał do szkoły w Kamieńcu, a następnie gimnazjum w Zgorzelcu. Tam postanowił oddać się całkowicie służbie Bogu, miał jednak wątpliwości, czy jest tego godny. Zwrócił się o radę do Augusta Hermanna Franckego, który zachęcił Ziegenbalga do podtrzymania jego decyzji, zalecił też podjęcie nauki w gimnanazjum imienia Fryderyka Werdera w Berlinie, które stanowiło niejako szkołę przygotowującą do podjęcia studiów na Uniwersytecie w Halle. Zamiarowi temu przeszkodziły problemy zdrowotne i finansowe, które jednak udało się przezwyciężyć z pomocą barona Kansteina i Filipa Jakuba Spenera. W 1703 roku podjął studia w Halle, tam jednak choroba przeszkodziła mu w ukończeniu studiów. Po wyzdrowieniu, w 1705 roku, otrzymał propozycję udania się na misję organizowaną przez króla Danii Fryderyka IV, inspirowanego przez nadwornego kaznodzieję, ks. Lütkensa. Pomimo początkowych wątpliwości zgodził się i 15 października stawił się w Kopenhadze wraz ze swoim przyjacielem, Heinrichem Plütschauem, który miał wraz z nim udać się na misję.
Misja organizowana była chaotycznie i w pośpiechu. Początkowo planowano wysłanie jej do Indii Zachodnich lub na wybrzeże gwinejskie, ostatecznie zdecydowano się ją wysłać do Tranguebaru, duńskiej posiadłości w Indiach. O nieznajomości realiów misyjnych świadczy fakt, że planowano powrót misjonarzy po pięciu latach, co, przy uwzględnieniu czasy koniecznego na dotarcie i powrót, było czasem zdecydowanie niewystarczającym, chociażby ze względu na konieczność nauczenia się języka. Duchowieństwo duńskie było sceptyczne, a nawet wrogie wobec inicjatywy misyjnej, i niemieccy teolodzy nie zdali pierwszego egzaminu przeprowadzonego przez bp. Bornemanna. Na polecenie króla odbył się drugi egzamin, przeprowadzony przy obecności ks. Lütkensa, który Niemcy zdali, co pozwoliło na ordynację, która odbyła się 11 listopada. 29 listopada misjonarze odpłynęli na pokładzie okrętu „Sophie Hedevig” z portu w Kopenhadze. 9 lipca następnego roku dopłynęli do Tranguebaru.
Nie tylko duchowieństwo duńskie było wrogo nastawione wobec misjonarzy, lecz także przedstawiciele Duńskiej Kompanii Wschodnioindyjskiej. Kapitan „Sophie Hedevig” początkowo nie pozwalał im udać się na ląd, uczynił to dopiero po interwencji kapitana innego okrętu. Po wylądowaniu w porcie podburzano przeciwko nim lud, a komendant miasta, Hassius, przez sześć godzin nie chciał otworzyć im bram miasta. Ostatecznie, po ujrzeniu pisma królewskiego, wpuścił misjonarzy, jednak nie zapewnił im żadnego miejsca zamieszkania i pozostawił na rynku, choć zbliżała się noc. Ostatecznie zaopiekował się nimi sekretarz Attrup, Niemiec, który zapewnił im najpierw nocleg, a później własne mieszkanie. 
Pomimo trudnych warunków i nieprzyjaznej postawy miejscowych władz, misjonarze zabrali się do pracy z wielkim zapałem. Ks. Lütkens starał się w Danii zapewnić misji wsparcie finansowe, z niewielkim jednak skutkiem. Większe wsparcie misjonarze otrzymali od pietystów niemieckich, z Augustem Hermannem Franckiem na czele. Ziegenbalg nie miał żadnego wzorca, na którym mógłby opierać swoją działalność misyjną, a otrzymane instrukcje były bardzo ogólnikowe, więc od samego początku musiał wykazywać się inicjatywą. Wykazał też znaczne zdolności organizacyjne.
Miejscowi Tamilowie posługiwali się dwoma językami: wielu znało jedynie język tamilski, natomiast część (tzw. „portugalczycy”), m.in. potomkowie niewolników, pewnym narzeczem języka portugalskiego. Misjonarze postanowili nauczyć się obu języków. Postanowiono rzucić losy, kto spośród duchownych ma zostać w Indiach po upływie wyznaczonych pięciu lat i nauczyć się języka tamilskiego. Początkowo los padł na Plütschaua, jednak ten miał problemy z nauczeniem się języka i ostatecznie postanowiono, że pozostanie Ziegenbalg. Ten po trzech latach władał tamilskim równie dobrze jak niemieckim, co pozwoliło mu na dogłębne poznanie lokalnej literatury i kultury, a także pisanie własnych dzieł w tym języku. 
Ziegenbalg otworzył szkołę dla Tamilów i „portugalczyków”, w której uczniowie mogli otrzymać zarówno naukę, jak i pożywienie, jednak przede wszystkim poświęcił się działalności kaznodziejskiej. 12 maja 1707 roku udzielił pierwszego chrztu, a 14 sierpnia tegoż roku wzniesiono mały kościół. W 1711 roku ukończył tłumaczenie Nowego Testamentu na język tamilski. Rozpoczął też przekład Starego Testamentu, ale doszedł jedynie do Księgi Rut. W 1715 roku choroba zmusiła go do powrotu do Europy, gdzie został serdecznie przyjęty w Niemczech i Anglii. W 1719 roku powrócił do Indii, jednak zmarł niedługo po przybyciu. W chwili śmierci zbór w Tranguebarze liczył 250 Tamilów i 201 „portugalczyków”. Przekład Biblii na język tamilski został ukończony przez jego następców w 1728 roku.

## Dzieła (wybór)
- Grammatica Damulica (Halle, 1716)
- Merckwürdige Nachricht aus Ost-Indien (Leipzig, 1719)
- Genealogie der malabarischen Götter (Madras, 1867)